# 明孝陵神功圣德碑碑亭

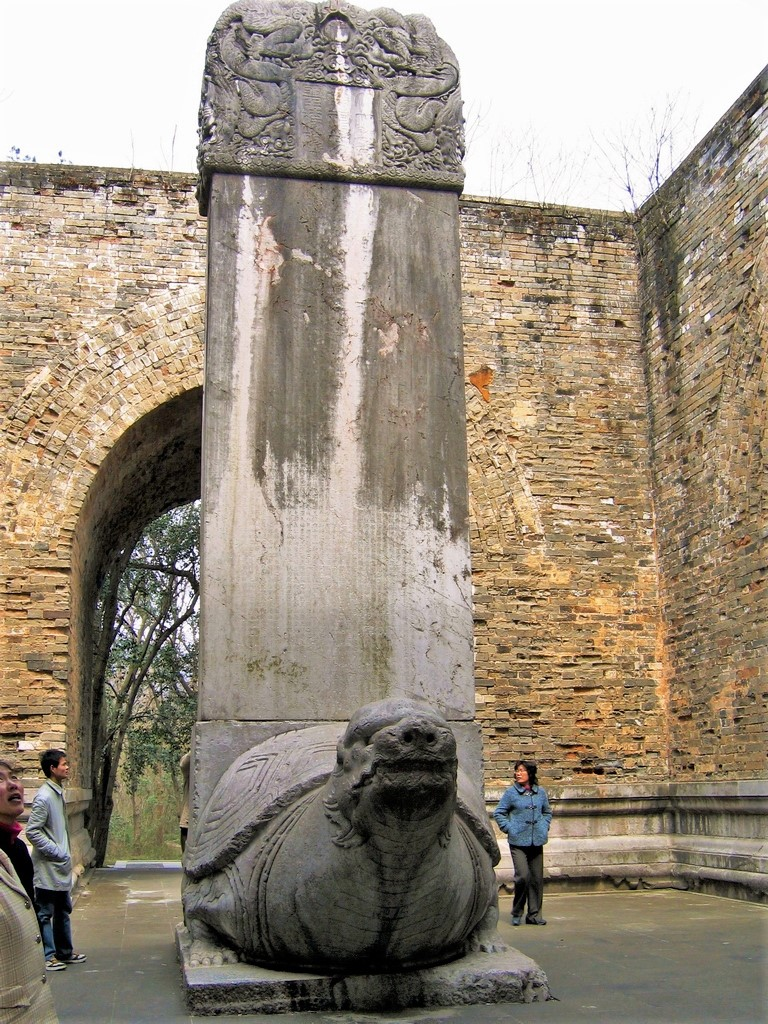
“四方城”内的神功圣德碑

明孝陵神功圣德碑碑亭俗稱四方城，建于明朝永樂十一年（1413年），建築平面為正方形，四面各开一券门，內置明成祖朱棣為其父朱元璋所立的“大明孝陵神功圣德碑”，碑高8.78米。
大明孝陵神功圣德碑由碑额、碑身、碑座组成，碑座为龟趺。碑座、碑额和外墙底部均有丰富的浮雕。碑文讲述了朱元璋一生的功德、事迹、子孙数量，开创了明清两代皇陵前立纪功碑的先例。
原来上部覆盖黄色琉璃瓦的重檐歇山頂已毀于咸丰年间太平天国与清军的战争。2012年，当局按照文献记载并参考北京明十三陵碑亭，复建了屋顶。

## 涂鸦
清末民初，明孝陵已经对外开放，但管理非常松懈，慕名而来的中外游客常有破坏文物，乱涂乱画的行为，以至于留下了不少涂鸦。
圣德碑的龟趺的涂鸦最为丰富。龟趺左胸处有“HIHARTLE 1919”字样，力道深厚，在光照下清晰可见。专家推断，该涂鸦产生于1919年，作者是外国人，因为当时中華民國人会把年份写作“民國八年”。中华人民共和国成立后，国家善于监视和管理，游客没有机会长时间在文物上刻字。“HIHARTLE”可能断句为“Hi Hartle”，因为Hartle是英文的一个姓。
在碑身背面，还有几处涂鸦，不是刻上去的，而是涂上去的，有中文，也有英文，甚至还有疑似韩文。
专家表示，这些涂鸦是无法被移除的，所以才存在了百年以上，也时常被爱国民众认为是最近产生的。专家希望人们爱护明孝陵的文化遗产。